# Virginia Allen Jensen
Pour les articles homonymes, voir Jensen.
Virginia Allen Jensen est une illustratrice et une écrivaine de livres pour la jeunesse de nationalité américaine et danoise. 

## Biographie
Née aux États-Unis, elle s'est mariée avec un homme d'affaires danois, Flemming Jensen. 
En 1979, elle a reçu le Deutscher Jugendliteraturpreis et le Boekensleutel pour Qui est là ?

## Prix et distinctions
- Foire du livre de jeunesse de Bologne 1978[2] : mention, avec Dorcas Woodbury Haller, pour l'album What's that?
- Deutscher Jugendliteraturpreis 1979 pour Qui est là ?'
- Boekensleutel 1979 pour Qui est là ?